# Denel AH-2 Rooivalk

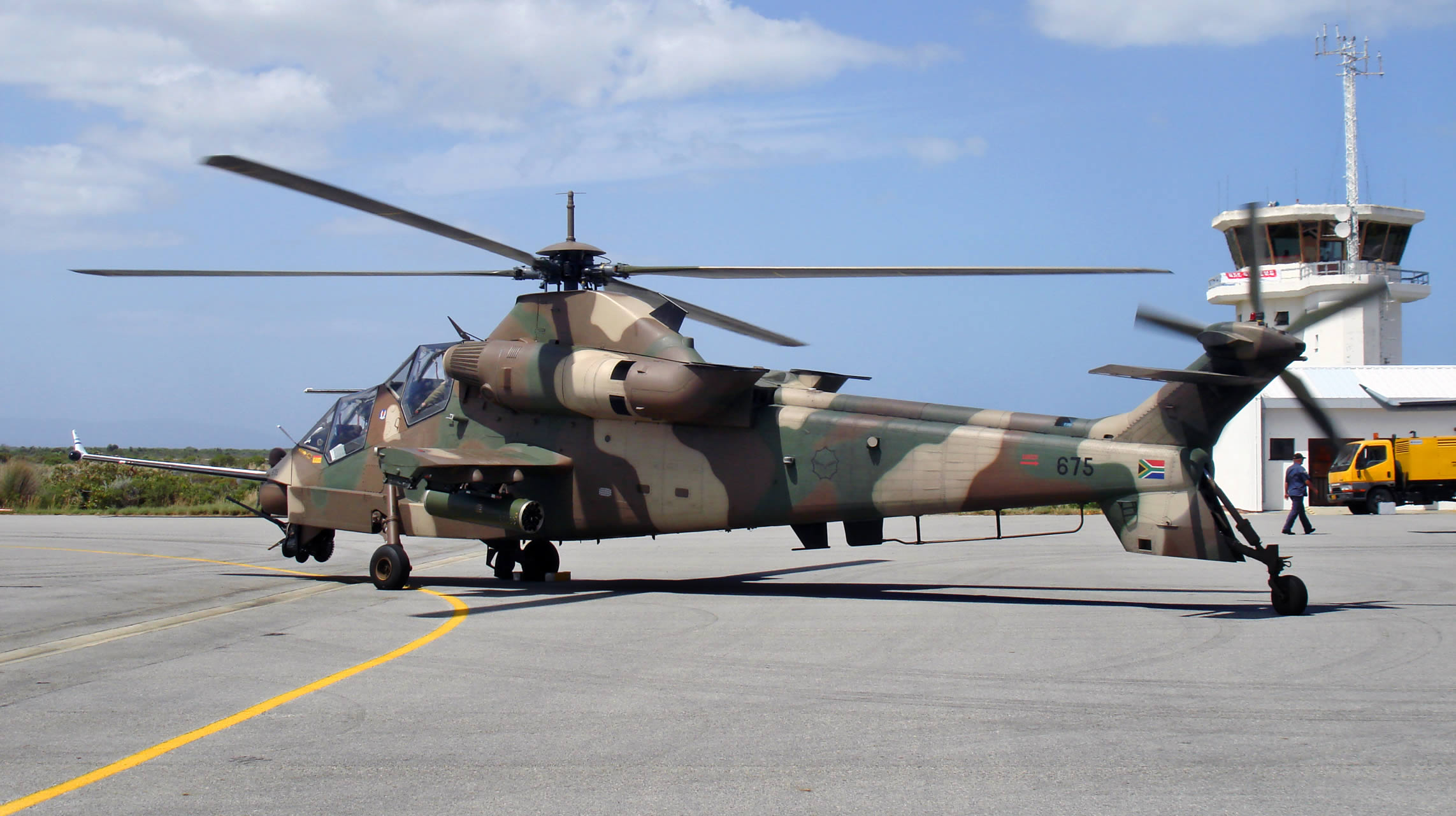
Un Rooivalk en Sudáfrica, noviembre de 2007.

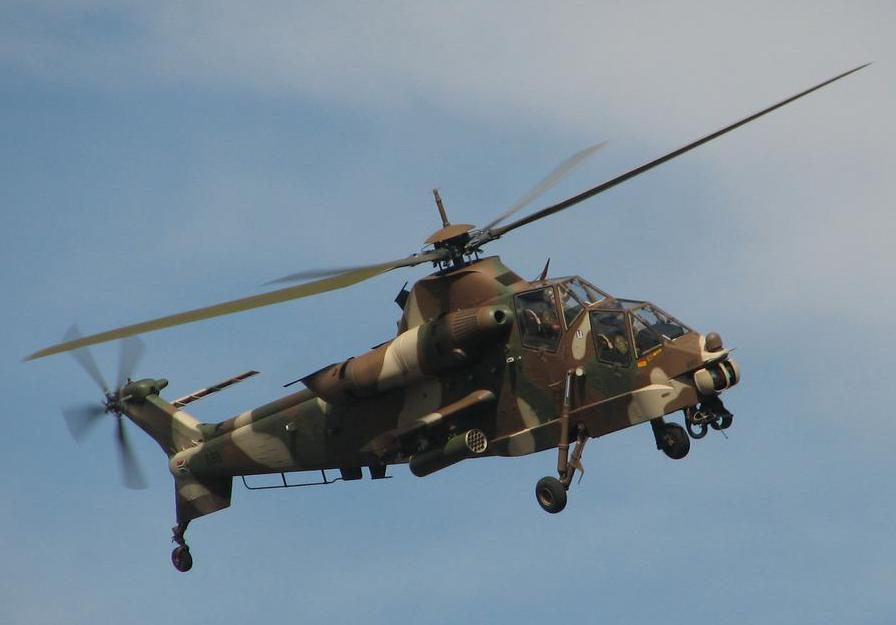
Denel AH-2 Rooivalk (2006)

El Denel AH-2 Rooivalk, previamente designado Atlas CSH-2, es un helicóptero anticarro sudafricano fabricado por la empresa sudafricana Denel Aeronautics (antes Atlas Aircraft Corporation) gracias al apoyo obtenido en colaboraciones con empresas occidentales y a las experiencias adquiridas en la Guerra de la Frontera de Sudáfrica.

## Desarrollo
El Rooivalk fue el resultado de la necesidad del anterior ejército sudafricano en obtener un helicóptero de combate preparado para las condiciones de África subsahariana y en especial; la lucha contra carros de combate, de las que se vivieron muchas en la Guerra de la Frontera de Sudáfrica.
Debido a los embargos impuestos por la ONU contra el régimen racista de Sudáfrica, el país no podía comprar armas para lucha en Angola, donde cada vez estaban adquiriendo más importancia los carros de combate cubanos y angoleños, teniéndose que dinamizar su industria. Puesto que el gobierno de Pretoria ya preveía que las presiones de la ONU llegarían a ser insalvables para este tipo de armas, sus empresas comenzaron los diseños e investigaciones a principios de los años 80.
Gracias a las transferencias tecnológicas realizadas por varios países europeos, Estados Unidos y principalmente Israel; empresas sudafricanas como Denel adquirieron la tecnología necesaria para la construcción y producción de este tipo de aeronaves. El primer prototipo voló en 1985; pero los aparatos de serie llegaron muy tarde para intervenir en el conflicto en Namibia, pues el primer aparato de serie despegaba el 17 de noviembre de 1997; ya cuando la guerra había concluido.
En aquel momento la Fuerza Aérea Sudafricana había adquirido 12 unidades para equipar dos escuadrones.
En 2023, Denel Aeronautics y Aselsan firmaron un acuerdo para colaborar en la modernización de la aviónica del Rooivalk.

## Componentes
Alemania -  Bélgica -  Estados Unidos -  Francia -  Sudáfrica

### Electrónica
| Sistema        | País | Fabricante | Notas         |
| -------------- | ---- | ---------- | ------------- |
| Redes de datos |      |            | MIL-STD-1553B |

### Armamento

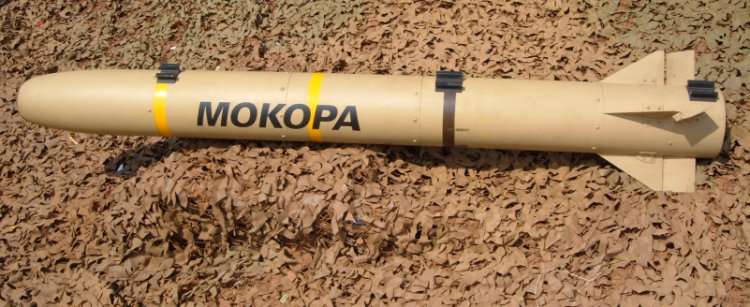
Mokopa

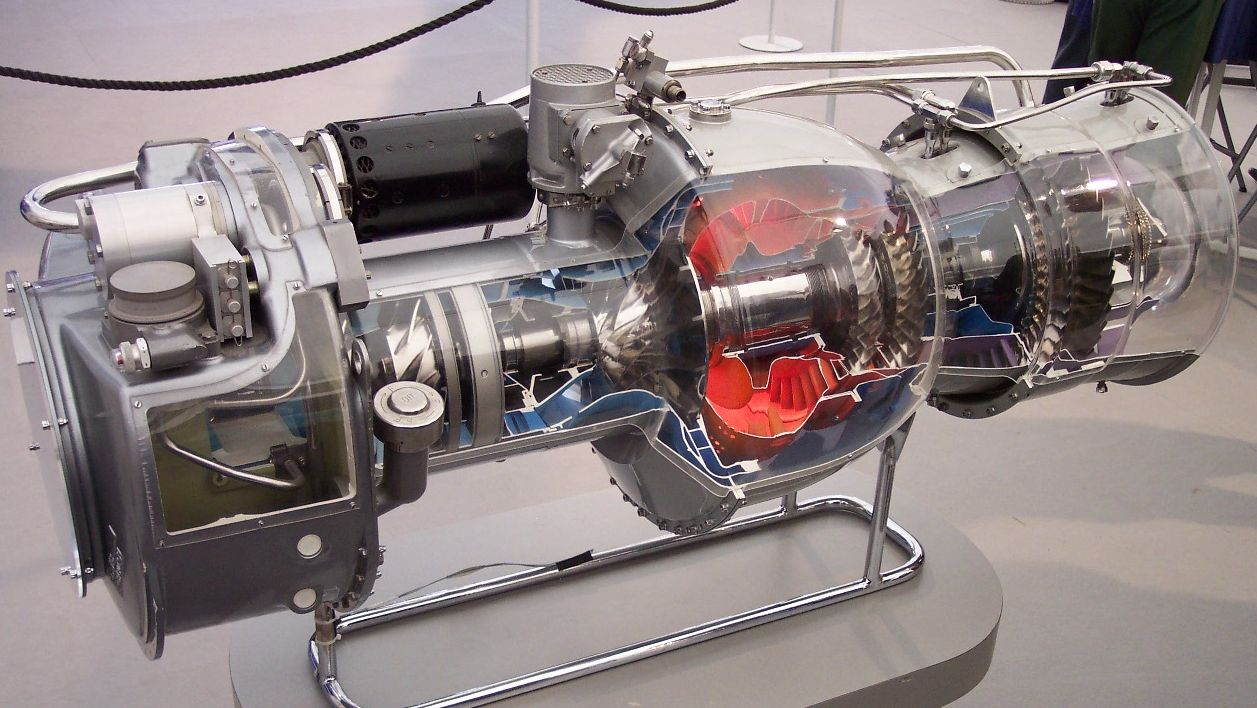
Makila

| Sistema                                             | País                                     | Fabricante             | Notas             |
| --------------------------------------------------- | ---------------------------------------- | ---------------------- | ----------------- |
| Cañón                                               | Bandera de Francia                       | GIAT/Nexter            | 1 × M693 de 20 mm |
| Cohete FZ de 70mm                                   | Bandera de Bélgica                       | Forges de Zeebrugge    |                   |
| Misil antitanque HOT III                            | Bandera de Alemania · Bandera de Francia | Euromissile            |                   |
| Misil antitanque AGM-114 Hellfire                   | Bandera de Estados Unidos                | Lockheed Martin        |                   |
| Misil antitanque ZT6 Mokopa                         | Bandera de Sudáfrica                     | Denel Dynamics         |                   |
| Misil aire-aire de corto alcance Magic II           | Bandera de Francia                       | MBDA Francia           |                   |
| Misil aire-aire de corto alcance Mistral 2          | Bandera de Francia                       | MBDA Francia           |                   |
| Misil aire-aire de corto alcance Kentron V3C Darter | Bandera de Sudáfrica                     | Armscor Denel Dynamics |                   |

### Propulsión
| Sistema | País               | Fabricante | Notas          |
| ------- | ------------------ | ---------- | -------------- |
| Motor   | Bandera de Francia | Turbomeca  | 2 × Makila 1K2 |

## Operadores
Sudáfrica

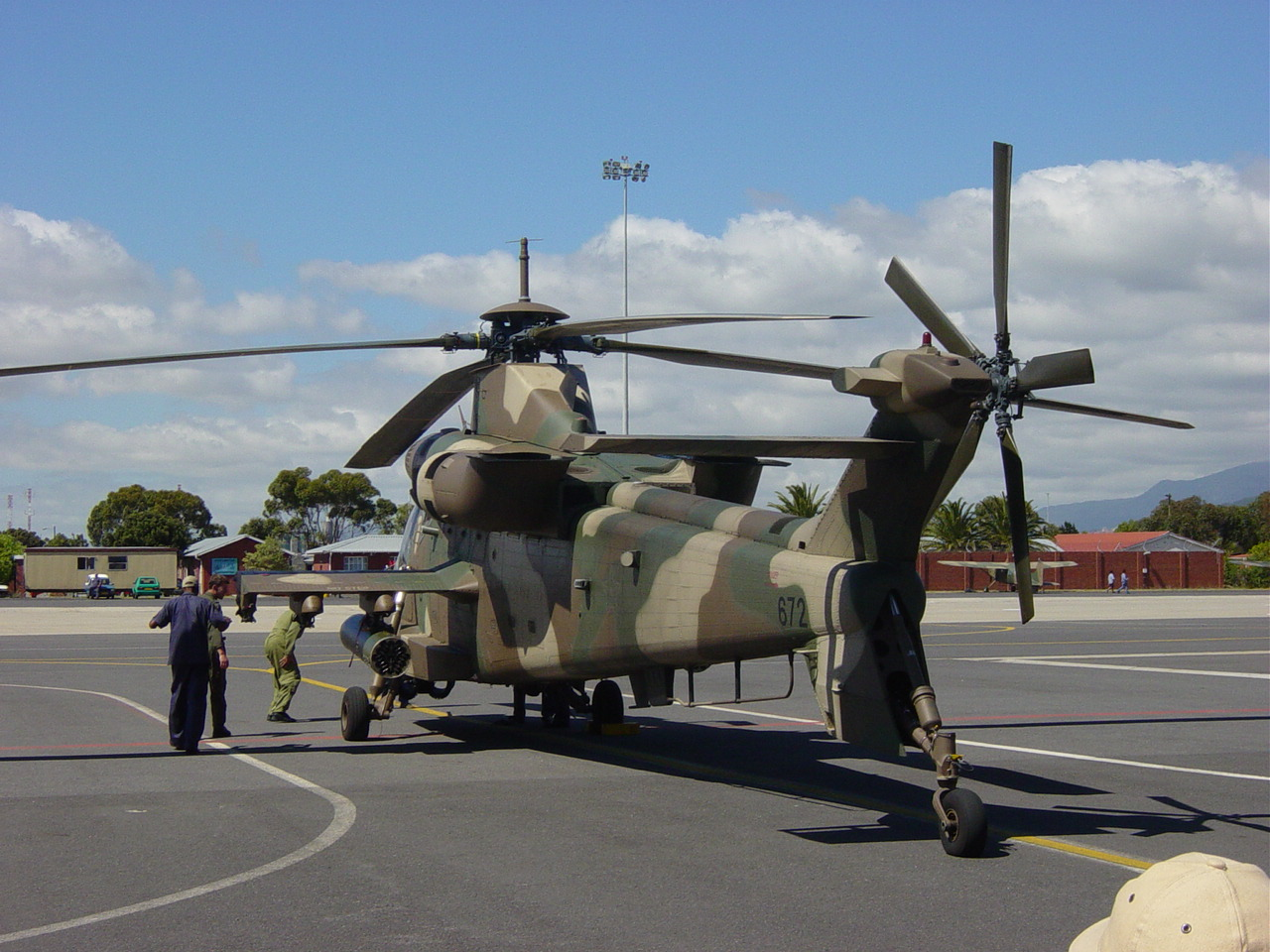
AH-2A Rooivalk en Sudáfrica, enero de 2007.

- Fuerza Aérea Sudafricana: 11 aparatos.
  - 16º Escuadrón

## Especificaciones

### Características generales
- Tripulación: 2
- Longitud: 16,4 m (53,8 ft)
- Diámetro rotor principal: 15,6 m (51,1 ft)
- Envergadura: 18,7 m (61,5 ft)
- Altura: 5,2 m (17 ft)
- Peso vacío: 5190 kg (11 438,8 lb)
- Peso máximo al despegue: 8750 kg (19 285 lb)
- Planta motriz: 2× turboprop Turbomeca Makila 1K2.
  - Potencia: 1716 kW (2366 HP; 2333 CV) cada uno.
- Hélices: 1

### Rendimiento
- Velocidad nunca excedida (Vne): 309 km/h (192 MPH; 167 kt)
- Alcance en combate: 700 km (378 nmi; 435 mi)
- Alcance en ferry: 1130 m (3707 ft)
- Techo de vuelo: 6000 m (19 685 ft)

### Armamento
- Armas de proyectiles: cañón F2 20 mm, 700 dpm
- Puntos de anclaje: 3 en cada ala fija para cargar una combinación de:   
  - Cohetes: 36 o 72 cohetes 70 mm de saturación (FFA)
  - Misiles: 8 o 16 misiles Mkopa ZT-6 (antitanque guiado de largo alcance). Misiles Mistral anti-aéro (ATAM)

### Desarrollos relacionados
- Atlas XH-1 Alpha
- Aérospatiale SA 330 Puma

### Aeronaves similares
- AH-64 Apache
- Eurocopter EC 665 Tigre
- HAL Light Combat Helicopter
- Kawasaki OH-1 Ninja
- AgustaWestland AW129 Mangusta
- Kamov Ka-50
- Mil Mi-24 Hind
- Mil Mi-28 Havoc